# Waziers
Waziers är en kommun i departementet Nord i regionen Hauts-de-France i norra Frankrike. Kommunen ligger i kantonen Douai-Nord som tillhör arrondissementet Douai. År 2022 hade Waziers 7 312 invånare.

## Befolkningsutveckling
Antalet invånare i kommunen Waziers
| Referens: INSEE |